# Crociata dei Venedi
La crociata dei Venedi (in tedesco: Wendenkreuzzug) fu una campagna militare condotta nel 1147 dai principi sassoni, danesi e polacchi contro i Venedi (o Vendi), popolazioni slave stanziate fra i fiumi Elba, Trave e Oder, prevalentemente nel territorio dell'attuale Meclemburgo-Pomerania Anteriore ed in quelli circostanti. Si trattò di un'impresa che fu un'appendice alla seconda crociata ed i cui motivi erano di varia natura. Accanto a motivi ideali e religiosi, vi erano soprattutto motivi materiali da parte dei principi, quali l'aspirazione alla supremazia nella regione di confine, lo sforzo colonizzatore verso la cosiddetta Germania Slavica e una dimostrazione di potenza di decisiva importanza all'interno del Sacro Romano Impero Germanico.
Le fonti indicano in tre mesi la durata della crociata. Le indicazioni circa la consistenza delle truppe sono meno credibili. Così dovrebbero essere entrati nella terra dei Venedi circa 100 000 crociati sassoni, altrettanti danesi e 20 000 polacchi. Sulle loro vesti portavano una croce su un cerchio. Tra i crociati tedeschi si trovavano: Enrico il Leone, Alberto I di Brandeburgo con i suoi figli, il duca Corrado I di Zähringen, i conti palatini Ermanno di Stahleck e Federico VI di Goseck, i margravi Corrado di Meißen e Arduico di Stade, i conti Ottone di Ammensleben e Adolfo II di Schaumburg. In un secondo momento parteciparono anche i principi moravi Otto Svatopluk e Vratislav. Da parte ecclesiastica parteciparono gli arcivescovi Adalberto II di Brema e Federico I di Magdeburgo, i vescovi Wigger di Brandeburgo, Rodolfo di Halberstadt, Anselmo di Havelberg, Reinhard di Merseburgo, Werner von Steußlingen di Münster, Dietmar II di Verden e Heinrich Zdik di Olomouc e l'abate Wibaldo di Corvey.

## Premesse
La zona di confine fra i territori cristiani e quelli pagani era contrassegnata dell'espansione della potenza dal lato tedesco in contrasto con il decadimento da quello slavo. Per i principi tedeschi era soprattutto importante la stabilità dei confini. Perciò essi sostennero la formazione di ampie signorie nella zona slava, quali ad esempio quella dei Naconidi sotto Enrico dell'Antica Lubecca. Un'attività missionaria nel territorio non era a quel punto in primo piano.

### I rapporti fra Vendi e tedeschi
Verso il 1127 la signoria del naconide Enrico dell'Antica Lubecca cadde. Ciò condusse ad un'instabilità e ad una minaccia dei confini e successivamente anche ad un mutamento radicale della politica slava delle signorie vicine. Il mutamento finale nella politica dei principi tedeschi avvenne nel 1137 con la caduta degli Obodriti nella zona di Segeberg. Cionondimeno vi furono ancora legami fra i vicini diretti più importanti: il principe obodrita Niklot e il conte di Holstein Adolfo II di Schaumburg, così come tra il principe degli Evelli Pribislavo di Brandeburgo ed Alberto l'Orso.
Il mutamento radicale nei rapporti fra Venedi e Tedeschi venne accelerato da vari fattori. Da una parte il successo della prima crociata condusse un rafforzamento della propaganda ed a una consapevolezza della propria superiorità da parte della Chiesa e della comunità cristiana nei confronti delle comunità pagane. Questa superiorità spirituale era in contrasto con il comportamento incerto nelle zone di confine. Dall'altra parte la zona di confine poteva riprendersi con un periodo di pace, cosicché si ebbe un incremento della popolazione, come si poteva osservare nello spazio occidentale e centrale dell'Europa nell'XI secolo. Si avvertì una maggiore necessità di nuovi insediamenti e domini. In parte vennero anche convinti contadini provenienti da alte regioni, come ad esempio dai Paesi Bassi, ad insediarsi come coloni, al fine di sviluppare economicamente la zona. Da parte slava si rafforzò l'identificazione del cristianesimo con la schiavitù ed il dominio straniero. Questo portò a grosse difficoltà nell'attività missionaria di conversione.

### Prima idea di una crociata (1107/08)
Già negli anni 1107/08 nacque un'idea di crociata contro i Venedi, associata alla prima crociata ma indipendente da Roma. Questa idea però non portò a conseguenze pratiche. In questo appello venne citata per la prima volta l'idea di crociata associata alla conquista di terre in riferimento a quelle degli slavi dell'Elba. Punto centrale dell'appello del 1107/08 fu la descrizione dell'emergenza della popolazione cristiana e della Chiesa, causata dai pagani e dai loro attacchi. Non si richiedeva la conversione dei pagani, ma la loro sottomissione per la liberazione dei cristiani e della Chiesa. L'interesse iniziale non era la conquista della popolazione slava, ma la liberazione di quella cristiana. La guerra venne presentata come azione bellica di difesa delle terre cristiane:
(Urk. B. d. Erzstiftes Magdeburg I 193, S. 250 f., citato da Lotter 1977, 60.)
Parte dell'appello era anche la doppia promessa di ricompensa: promessa di guadagli spirituali e materiali. L'elemento materiale dei vantaggi emerse chiaramente:
(Urk. B. d. Erzstiftes Magdeburg I 193, S. 251, citato da: Lotter 1977, 60.)
La prima idea di una crociata contro i Venedi venne concepita da Adalgod von Osterburg ed è nota con il titolo Epistola pro auxilio adversus paganos (slavos) cioè «Appello per l'aiuto conto gli slavi pagani», nota anche come "Appello del 1108 per la crociata contro i Venedi". L'unica copia nota di questa fonte sta sotto la collocazione Hs.794 nella Biblioteca universitaria e statale di Darmstadt. Essa era originariamente conservata nell'abbazia di Grafschaft a Schmallenberg.

### L'appello del 1108
È accettata la tesi che la "chiamata" fu redatta da un ecclesiastico fiammingo verso il 1108, che era al servizio del vescovo di Magdeburgo. Ciò emerge dalla speciale preminenza data nel testo della fonte ai fiamminghi.
Il conte Roberto di Fiandra è l'unico ad essere dichiarato "venerabile", mentre agli altri citati non viene dato alcun attributo equivalente. Un'ulteriore indicazione è data dalla citazione di tre ecclesiastici fiamminghi, Bertolfo, Lamberto e Tancredi, personaggi non abbastanza noti da venire citati da un redattore non fiammingo.
Nell'appello si proclamava come scopo la cristianizzazione degli slavi pagani e la riconquista delle zone occupate dai medesimi ad est dell'Elba. Soprattutto si parlava della cattiveria degli slavi, causata dalla loro religione pagana: punto centrale della descrizione erano i riti sanguinari del dio Pripegal.
Dietro questo appello stavano ecclesiastici e principi sassoni, che si rivolgevano ai principi delle Fiandre, della Lorena e della valle del Reno.

### Datazione
Per la datazione al 1108 gli storici si basano sulle assunzioni di carica e sulle date dei decessi. Confrontando questi due tipi di date nelle fonti si riesce a stabilire che:
- 1107: assunsero la loro carica il redattore dell'appello Adalgod di Osterburg (conte di Veltheim, arcivescovo di Magdeburgo dal 1107 al 119) e destinatario Reinhard von Blankenburg (vescovo di Halberstadt dal 1107 al 1123)
- 1111: morirono il redattore Walram di Naumburg, vescovo di Naumburg, ed il destinatario, Roberto II delle Fiandre
- il re Enrico V si trattenne in Sassonia per lungo tempo solo negli anni tra il 1106 ed il 1109

Da tutto questo consegue che la fonte dev'essere stata redatta nel periodo fra il 1107 ed il 1109.
Nella fonte viene citata un'assemblea tenutasi il 16 maggio a Merseburgo e secondo la fonte vi avrebbe partecipato anche il re. È accertata la presenza di Enrico V a Merseburgo il 30 maggio 1108, per cui il periodo della stesura deve essere stato l'anno 1108.

### Controversie nelle ricerche
La fonte Epistola pro auxilio adversus paganos ha sollevato una disputa fra gli storici. Venne dibattuto in proposito, se si sia trattato di una vera chiamata alla crociata, un semplice esercizio di stile da parte di un monaco o addirittura di un falso. A favore di una vera e propria chiamata alla crociata vi sono sia la concordanza sulla presenza a Merseburgo delle persone del redattore e del destinatario, sia di quella di Enrico V il 30 maggio, vicina a quella del 16 maggio citata. A favore dell'esercizio stilistico di un monaco sta l'insolita serie di destinatari fra i quali vi è al quinto posto l'arcivescovo di Colonia, mentre solitamente, in quanto Principe elettore, viene citato per primo. Un ulteriore punto è che all'appello non fece seguito nel 1108 alcuna crociata contro i Venedi, o almeno non vi sono fonti che la citino. Riguardo al falso, era la tesi accettata nel XVIII secolo a causa del già citato insolito numero di destinatari e del fatto che vi si parla dello sconosciuto dio dei Venedi/Slavi, Pripegal. Il numero dei destinatari venne successivamente spiegato dalla linea geografica ideale che partiva dalla Sassonia, luogo originario delle fonti, fino alle Fiandre. Per quanto riguarda il dio Pripegal, è vero che non se ne sa nulla, ma è anche vero che sulla religione degli slavi le fonti si esprimono piuttosto malamente. Priepegal potrebbe essere stato solo il nome di un dio locale o un nome locale che indicava una divinità importante.

## La strada verso la crociata

### La Dieta di Francoforte
Il periodo in cui emerse l'idea della crociata fu quello fra la Dieta imperiale di Spira di dicembre 1146 e quella di Francoforte di metà marzo del 1147. Alla Dieta di Spira l'imperatore Corrado III rese nota la sua partecipazione alla seconda crociata. La Dieta di Francoforte trattò principalmente la gestione dell'impero in vista della seconda crociata. In essa tuttavia venne anche trattato l'argomento relativo ad una crociata contro i Venedi. I principi sassoni si rifiutarono di partecipare ad una crociata in Palestina con la minaccia degli slavi pagani ai loro confini. Da chi sia venuta la proposta di partecipare invece ad una crociata contro i Venedi, le fonti non dicono e la questione è controversa. La proposta venne approvata sia dai partecipanti ecclesiastici che da quelli laici, in particolare da Bernardo di Chiaravalle. Parimenti i principi sassoni, che non avevano alcun legame con quelli slavi, devono aver aderito a questa impresa. Essi vennero visti come i promotori dell'iniziativa. Avrebbero potuto infatti in tal modo adempiere a un tempo ai loro doveri di cristiani ed all'altro fondare nuove signorie all'est, senza dover affrontare le fatiche di una campagna in Oriente. La crociata contro i Venedi divenne così un interesse della politica di potenza dei principi sassoni, in particolare di Alberto I di Brandeburgo e di Enrico il Leone.

### L'appello per la crociata
L'idea della crociata venne resa nota nell'Impero attraverso l'appello di Bernardo di Chiaravalle. Questi svolse un ruolo centrale negli antefatti alla crociata. La medesima idea ebbe origine dai principi laici nella Dieta, ma la concezione e la base religiosa della medesima vennero formulate da Bernardo. Così egli, nel marzo del 1147 fece il suo appello. Il 13 aprile di quell'anno seguì la bolla pontificia Divini Dispensatione, nella quale papa Eugenio III quasi paragonava la crociata contro i Venedi a quella in Palestina ed alla Riconquista spagnola. Il papa garantiva ai partecipanti a questa crociata l'indulgenza plenaria e minacciava di scomunica coloro che, per vantaggi materiali, fossero venuti meno i voti di partecipazione alla crociata pronunciati. I due appelli alla crociata contro i Venedi, uno da parte di papa Eugenio III e l'altro da parte di Bernardo di Chiaravalle, si distinguevano per gli scopi, auspicando il primo solo la conversione dei pagani, mentre il secondo mirava alla natio deleatur, cioè alla dissoluzione della nazione dei Venedi. Ciò veniva sinteticamente e duramente dichiarato con l'espressione: «battesimo o morte». Che tuttavia questo fosse l'intendimento effettivo di Bernardo, è cosa assai dubbia. Da una parte l'espressione latina natio deleatur non deve intendersi come soppressione degl'individui, ma può significare la distruzione delle strutture del potere; d'altra parte Bernardo era uno dei pensatori-guida della Chiesa cattolica di quei tempi e l'imposizione del battesimo con la violenza era in contrasto con l'insegnamento ufficiale della Chiesa. Il diritto canonico, che a quei tempi si era notevolmente rafforzato, sostiene che la conversione dev'essere una decisione volontaria e libera. L'espressione «battesimo o morte» difficilmente concorda con le concezioni di Bernardo, che egli espresse successivamente in altri scritti a proposito del comportamento da tenersi con ebrei, eretici e pagani.

### La preparazione della crociata
Bernardo di Chiaravalle chiamò i crociati a raccolta presso Magdeburgo, ponendo come data ultima il 29 giugno 1147. Papa Eugenio III, nella sua lettera dell'11 aprile 1147, nominò un solo legato per la crociata, il vescovo Anselmo da Havelberg. In effetti vi erano almeno due gruppi militari, uno al comando di Enrico il leone e l'altro agli ordini di Alberto I di Brandeburgo, che da diversi punti avanzarono in territorio slavo. Per la preparazione della crociata comunque venne tenuta una Dieta a Norimberga il 23 aprile, ove probabilmente Enrico il Leone rese noto di aver deciso di condurre un esercito crociato nel territorio degli Obodriti. Per gli ulteriori preparativi venne indetta un'assemblea dei nobili sassoni all'inizio di giugno a Groß Germersleben (oggi frazione della città di Oschersleben nella Sassonia-Anhalt), ad ovest di Magdeburgo. Solo una parte dei crociati si riunì alla fine di giugno nel luogo indicato da Bernardo di Chiaravalle e di lì partì. Questa formazione crociata, alla quale apparteneva anche Alberto di Brandeburgo, si mise in marcia nella seconda metà di luglio ed entrò nei territori degli Evelli e dei Liutici. Nello stesso tempo si mise in marcia il secondo esercito, quello di Enrico il Leone, che entrò nel territorio obodrita. Il punto di raccolta di questa seconda armata non è noto, ma è improbabile che esso fosse nella zona di Magdeburgo.
Evidentemente vi fu una deroga al piano originario, che molto probabilmente prevedeva solo un'avanzata nel territorio dei Liutici e dei Pomerani. A questo proposito non conta solo il punto di partenza di Magdeburgo, ma anche la differenza fra le due formazioni. L'esercito crociato di Alberto l'Orso era di gran lunga più consistente dell'armata di Enrico il Leone. Anche le misure di difesa adottate dagli slavi nella zona di operazioni della campagna del nord suggeriscono la formulazione di un piano più tardivo. Niklot, uno dei capi obodriti, iniziò le sue operazioni difensive solo dopo la Dieta di Norimberga, o addirittura più tardi, accelerandole in gran fretta. Ciò avvalora la tesi che una crociata contro il suo territorio non fosse inizialmente prevista: l'appello alla crociata ed i preparativi dei partecipanti non potevano di certo essergli sfuggiti. Helmold di Bosau dice che la divisione dell'esercito crociato ebbe luogo solo dopo l'attacco delle truppe di Niklot alle postazioni dell'esercito sassone. La divisione dell'esercito crociato, come reazione a quest'attacco, è però in contrasto con quanto lo stesso Helmod scrive a proposito dei preparativi per la difesa intrapresi da Niklot. È evidente che questa divisione dell'armata crociata sia stata decisa prima: «La terza armata dell'esercito crociato si rivolse contro i nostri vicini confinanti, gli Obodriti ed i Lutzi, per vendicare le uccisioni e le devastazioni che questi avevano portato ai cristiani, in particolare ai Danesi» (Helmold von Bosau I,62).

### I ruoli di Enrico il Leone e di Alberto l'Orso
L'iniziativa per la crociata contro i Venedi era probabilmente partita dai principi laici. I principi sassoni presenti alla Dieta di Norimberga rivendicarono tutti i territori slavi. È quindi evidente che l'iniziativa partì da questo gruppo di persone. Che un interesse nella cerchia dei laici ed ecclesiastici sassoni portasse a tale impresa, lo mostrava già il primo appello alla crociata del 1107/08. Un ruolo preminente lo assunsero i due potenti principi sassoni, Enrico il Leone ed Alberto I di Brandeburgo. Per entrambi i principi una politica attiva nelle terre dei Venedi era di alto interesse.
Enrico ed Alberto manifestarono pretese di dominio sui territori slavi: Enrico sulla parte a nord dell'Elba e della Elde ed Alberto su quella a sud. Durante la crociata i due signori condussero i loro eserciti ad operare nelle rispettive zone al cui controllo aspiravano. Poiché la crociata coincideva con gl'interessi diretti di conquista dei due principi, essi presero in considerazione l'opportunità di divenire gl'iniziatori dell'impresa. Entrambi avevano un interesse preminente alla partecipazione a questa crociata rispetto a quello della crociata in Oriente. Soprattutto per Enrico il Leone la crociata dei Vendi poteva venirgli incontro, in vista dei rapporti della sua famiglia dei Welfen e il casato degli Hohenstaufen, senza dover recarsi in Oriente insieme all'imperatore Corrado III. Ma il progetto originale della crociata, nella concezione degli attuatori, parlava molto più in favore dell'influenza di Alberto l'Orso. Era previsto infatti solo un accordo fra i due eserciti, che doveva nei fatti portar più vantaggi ad Alberto che ad Enrico. Solo più tardi venne pianificato un secondo accordo, più vicino alla sfera d'interesse di quest'ultimo. Alberto ed Enrico furono in realtà i due grandi vincitori della crociata contro i Venedi.

### Le reazioni degli slavi
Gli slavi non poterono rimanere inerti dinnanzi ad una raccolta in armi così grande come quella di una crociata e agli appelli per la partecipazione alla medesima. La loro reazione è conosciuta soprattutto per quanto riguarda gli Obodriti guidati da Niklot. Questi, il cui territorio si trovava nell'area in cui più tardi opererà l'esercito di Enrico il Leone, prese numerose misure difensive quali le fortificazioni (fra tutte egli fece costruire la fortezza-rifugio della rocca di Dobin, vicino all'attuale Dobin am See, sul lago di Schwerin). Fra lui ed il conte sassone Adolfo II di Schaumburg era in vigore un trattato di amicizia, alla base del quale vi erano gl'insediamenti del conte Adolfo nel territorio dei Venedi, che dipendevano dalla tolleranza di Niklot. Così quest'ultimo chiese un abboccamento al conte sassone, con lo scopo, probabilmente, di ottenere da lui un intervento presso Enrico il Leone, ma Adolfo rifiutò per lealtà verso i principi tedeschi. Niklot lo tacciò quindi d'infedeltà e disdisse il trattato. Però promise all'ex alleato che in caso di attacco ai suoi insediamenti lo avrebbe preavvertito. In fretta e furia egli diede corso ai lavori di difesa del suo territorio, ma solo dopo la riunione dei principi tedeschi a Norimberga.
Alla fine di giugno 1147 Niklot condusse un attacco di sorpresa contro i coloni insediati a sud dell'Elba, che gli fruttarono bottino e prigionieri. L'attacco della flotta obodrita alla città commerciale di Lubecca diede l'avvio alle ostilità la mattina del 26 giugno 1147. Per adempiere alla promessa fatta al conte Adolfo, Niklot lo informò dell'attacco il giorno prima. Secondo Helmold di Bosau sarebbero morti nel combattimento circa 300  uomini. La rocca tuttavia poté resistere all'assedio, mentre i cavalieri nemici devastavano l'insediamento. Come già era successo a Lubecca, anche l'assalto slavo alla fortezza di Süsel fallì. I cavalieri obodriti si ritirarono solo dopo alcuni giorni, quando appresero che intervenivano le truppe del conte Adolfo.
Questi necessitò di alcuni giorni per mettere insieme la sua forza di combattimento, quindi in quel periodo non vi era traccia di truppe crociate nella zona. Questo suggerirebbe, che il raggruppamento con le truppe di Enrico il Leone fosse avvenuto più a sud. L'incursione di Niklot fornì la giustificazione della crociata, anche come protezione delle terre cristiane. Così secondo Helmold di Bosau si diffuse tosto la notizia che gli slavi avevano iniziato la guerra per primi.

## Lo svolgimento della crociata

### La cavalleria crociata di Alberto l'Orso
I cavalieri crociati, che operavano nel territorio settentrionale dei Lutzi e dei Pomerani, si trovarono come alti dignitari, accanto ad Alberto I di Brandeburgo, il margravio di Meißen Corrado, l'arcivescovo di Magdeburgo Anselmo da Havelberg e l'abate di Stavelot Wibaldo.
Le truppe dell'alleanza passarono Havelberg e Malchow, ove giunsero per distruggere un santuario pagano, e giunsero alla città di Demmin, che fu posta sotto assedio. Di là l'esercito crociato (probabilmente si trattava solo di una parte del medesimo) si spostò a Stettino, cui pose l'assedio. La battaglia, secondo il cronista Vincenzo di Praga, portò a gravi perdite. Gli assediati, che già una volta alcune generazioni prima, erano stati oggetto di una missione di conversione, si rifecero al cristianesimo, appellandosi ai vescovi imperiali al seguito della crociata.
Con successive trattative essi poterono accordarsi per una pace, sui cui termini non si sa nulla. Con un incontro fra il principe pomerano Ratibor I ed i principi sassoni nell'estate 1148 si giunse ad una professione di fede ed a una promessa per l'introduzione della fede cristiana. Bisogna però partire dal presupposto che Ratibor ripeté solamente questa professione, che già nell'autunno del 1147 era stata fatta, ma non era stato più possibile fermare la crociata.

### La cavalleria crociata di Enrico il Leone
Della parte settentrionale dell'azione dell'esercito crociato sono note le vicende della rocca di Dobin. Enrico il Leone si diresse con il suo esercito, al seguito del quale vi era anche l'arcivescovo di Brema Adalbero, verso Dobin e ne assediò la rocca. Evidentemente Enrico il Leone, nonostante la sua giovane età (aveva allora circa 18 anni), ebbe un ruolo determinante in questa alleanza militare, poiché da un lato il territorio delle operazioni rientrava nella sua sfera d'influenza e dall'altro gli altri principi nutrivano scarso interesse per il medesimo.
All'assedio di Dubin presero parte anche da truppe danesi. Secondo Helmold di Bosau queste nel corso della crociata dovevano essere in quantità talmente esigua, che gli assediati tentarono una sortita cui fece seguito la sconfitta dell'esercito invasore. Poiché lo scopo della crociata doveva essere raggiunto per adempiete ad un voto, si può presumere, che si fosse giunti ad una trattativa per un accordi simile a quello che ebbe luogo a Demmin, cioè un battesimo o quanto meno un battesimo simbolico degli assediati e la promessa del rilascio dei prigionieri.

### La parte slava
L'esercito slavo era numericamente inferiore ai due eserciti crociati, così gli slavi evitarono le battaglie in campo aperto e si ritirarono nelle loro rocche fortificate, nelle foreste e nelle paludi. Nella Storia della città di Stettino si dice, che gli assediati cercarono una soluzione diplomatica al conflitto. Così vennero innalzate croci sulle fortezze ed inviate ambasciate, comprendenti anche vescovi, agli eserciti crociati. Esse, di fronte ai vescovi che accompagnavano l'esercito crociato, si appellarono all'attività missionaria di sant'Ottone di Bamberga. Gli inviati slavi sostennero di essere già cristiani e che per rafforzare la fede una missione sarebbe stata più adatta di una crociata. Si giunse così ad un trattato di pace.
Della parte settentrionale della crociata è noto che i Rani cercarono di ottenere aiuto dai vicini Obodriti, mentre essi sopraffacevano e cacciavano la flotta danese, che allora si era ancorata davanti a Rügen e che era non sufficientemente sorvegliata. Perciò i danesi dovettero ritirarsi nelle loro terre.

## Conflitti all'interno delle forze crociate
Negli scritti contemporanei si parla di conflitti e di gravi disaccordi all'interno di entrambi gli eserciti crociati. Principi e cavalieri si trovavano contro la maggioranza dei semplici crociati, ma anche all'interno dei gruppi di cavalieri e principi regnava la discordia. La questione principale era il comportamento da tenere con gli slavi. Ai seguaci dei duchi sassoni Enrico il Leone ed Alberto I di Brandeburgo veniva mosso il rimprovero, non solo di non dedicarsi asufficientemente alla crociata e oltre a ciò d'indebolire consapevolmente i partecipanti, mentre essi avrebbero allentato la morsa degli assedi e impedito agli eserciti di saccheggiare le città nemiche. Un altro rimprovero era quello che i cavalieri avevano più volte avvisato gli slavi che sarebbero stati assediati e di averli lasciati fuggire.
Un'indicazione sui motivi che avevano spinto cavalieri e principi a tale comportamento viene da Helmold di Bosau. Nella sua Chronica Slavorum racconta, che i seguaci si erano convinti, che ogni fortezza assediata non doveva essere conquistata. Nella sua cronaca egli si chiede:
(Helmold, I, 65, S.122 Z.26ff.)
Che i seguaci di Enrico ed Alberto tentassero di evitare di propria iniziativa il successo o persino di agire contro gli ordini dei loro principi, non è da prendere in considerazione. È molto probabile, che essi cercassero di ribaltare gl'interessi dei loro capi. Dalle affermazioni dei discorsi dei signori emerge chiaramente l'aspirazione di entrambi i principi sassoni alla signoria sui rispettivi territori. Ne consegue che la devastazione non era certo di loro interesse. La massa dei crociati invece in caso di vittoria non poteva contare invece su vantaggi personali o su guadagno patrimoniali. Quindi le loro motivazioni per la partecipazione potevano riguardare solo la remissione di peccati e la conversione dei pagani.
Il motto Taufe oder Tod (Battesimo o morte) si trova tra le loro espressioni.
Una sconfitta finale, come si può vedere dai rapporti dell'epoca, non era prevista, nonostante le possibilità che si offrivano in tal senso. Dopo una totale sottomissione degli slavi, una questione sulla spartizione del territorio era inevitabile. La centralità di questa questione è mostrata anche nei rapporti di Helmold di Bosau. Egli critica il fatto, che i crociati discutessero già sulle future spartizioni dei territori prima ancora di averli conquistati. Molti partecipanti avrebbero posto, come ricompensa della loro opera e come parte della promessa di una doppia ricompensa, pretese sui territori. Di conseguenza non poteva esservi stata una completa sottomissione nei confronti di Alberto ed Enrico.

## Risultati
Nelle fonti si parla sempre di successo della Crociata contro i Venedi. Questa valutazione deve però essere esaminata con cautela. Le fonti furono redatte da autori ecclesiastici e rispecchiano più il loro entusiasmo per l'esito dell'impresa. Così Helmold di Bosau narra che i Venedi furono battezzati, ma non l'avrebbero presa sul serio. Più avanti egli critica pure, il fatto che i principi sassoni, a causa del loro interesse di dominio, non avrebbero condotto la campagna abbastanza seriamente.
Per un giudizio sul successo di coloro che condussero l'impresa è tuttavia decisivo valutare con quali criteri essa è stata condotta. Così è importante capire, come base per fare una valutazione, quale appello - quello di Bernardo di Chiaravalle o quello di papa Eugenio III - sia stato seguito.
Ai fini dei risultati politici può certamente contare il fatto che la crociata fu una massiccia dimostrazione di forza dei principi sassoni, fra tutti in particolare, Enrico il Leone e Alberto I di Brandeburgo. Questo è dimostrato anche dalla successiva imposizione di tributi stabilita da Enrico a partire dal 1151, conseguenza dei risultati bellici del 1147.
Non vi è invece notizia di tributi imposti da parte di Alberto. Però si deve presumere, che con il soggiorno del principe pomerano Ratibor I in Havelberg, avvenuto nel 1148, si sia verificato qualcosa di analogo.
Entrambi i principi sassoni potevano sostenere le loro pretese di potenza nei corrispondenti territori ed imporle nel corso dei tempi: prima pietra di questo sviluppo fu la crociata dei Venedi. Si osserva una base diretta del dominio tedesco nella precedente invasione del territorio dei Liutzi, nel quale le strutture del potere slavo erano state dissolte.
Collegati a questo furono gl'insediamenti degli agricoltori. La esortazione di Bernardo natio deleatur venne realizzata anche in questo campo. La crociata dei Venedi del 1147 rappresentò l'inizio dell'offensiva politica dei principi sassoni, avanti a tutti Enrico il Leone, nel territorio slavo.
Sui risultati della politica religiosa si annoveravano le ricostituzioni di alcune diocesi, quali ad esempio quelle di Havelberg, di Brandeburgo, Oldenburg e Meclemburgo, così come la creazione di nuove diocesi. A questo deve aggiungersi la fondazione di chiese e conventi quali punti di appoggio per l'attività missionaria. Il battesimo degli slavi, anche quando si trattava solo di apparenza, generò i presupposti ecclesiali per un'idonea imposizione dell'attività missionaria e di conseguenza del cristianesimo.
Il successo delle missioni e conversioni ottenuto in parte già da qualche generazione poté solo favorire questa situazione.
Dai battesimi poté in tal modo essere derivata la base giuridica per una conversione forzata degli slavi. Nel corso di questa evoluzione i santuari pagani vennero distrutti. Agli slavi venne imposto l'obbligo di seppellire i loro morti in cimiteri ed a frequentare le Messe nei giorni festivi.

### Fonti
Le fonti sulla Crociata dei Venedi non sono buone e non forniscono, in alcuni punti, informazioni precise. La fonte principale, il primo libro della Chronica Slavorum di Helmold di Bosau, è stata scritta solo da quindici a vent'anni dopo gli avvenimenti narrati. Le prime annotazioni, due anni dopo la crociata, risalgono all'abate Wibaldo di Stavelot e Corvey
- Bernhard Schmeidler (Hrsg.): Scriptores rerum Germanicarum in usum scholarum separatim editi 2: Adam von Bremen, Hamburgische Kirchengeschichte (Magistri Adam Bremensis Gesta Hammaburgensis ecclesiae pontificum). Hannover 1917 (Monumenta Germaniae Historica, Digitalisat)
- Bernhard Schmeidler (Hrsg.): Scriptores rerum Germanicarum in usum scholarum separatim editi 32: Helmolds Slavenchronik (Helmoldi presbyteri Bozoviensis Cronica Slavorum) Hannover 1937 (Monumenta Germaniae Historica, Digitalisat)
- Annales Magdeburgenses, in: Georg Heinrich Pertz u. a. (Hrsg.): Scriptores (in Folio) 16: Annales aevi Suevici. Hannover 1859, S. 105–196 (Monumenta Germaniae Historica, Digitalisat[collegamento interrotto])
- Annales Magdeburgenses, in: Georg Heinrich Pertz u. a. (Hrsg.): Scriptores (in Folio) 16: Annales aevi Suevici. Hannover 1859, S. 48–98 (Monumenta Germaniae Historica, Digitalisat)
- Annales Palidenses, in: Georg Heinrich Pertz u. a. (Hrsg.): Scriptores (in Folio) 16: Annales aevi Suevici. Hannover 1859, S. 48–98 (Monumenta Germaniae Historica, Digitalisat)
- Annales Rodenses, in: Georg Heinrich Pertz u. a. (Hrsg.): Scriptores (in Folio) 16: Annales aevi Suevici. Hannover 1859, S. 688–723 (Monumenta Germaniae Historica, Digitalisat)
- Helmold von Bosau: Slawenchronik (Chronica Slavorum), neu übertragen und erläutert von Heinz Stoob. In: Ausgewählte Quellen zur deutschen Geschichte des Mittelalters, Band XIX, Darmstadt, 1990.
- Vincentii Pragensis annales. In: Georg Heinrich Pertz u. a. (Hrsg.): Scriptores (in Folio) 17: Annales aevi Suevici. Hannover 1861, S. 658–683 (Monumenta Germaniae Historica, Digitalisat[collegamento interrotto])
- Bernhard von Clairvaux: Sämtliche Werke - lateinisch/deutsch, hrsg. von Winkler, Gerhard B., Innsbruck 1992, Band III, Brief 457, S. 890-893.
- Otto von Freising: Gesta Frederici seu rectius Cronica, Übersetzt von Schmidt, Adolf, Hg. von Schmale, Franz-Josef, Darmstadt 1974.
- Papst Eugen III. am 11. April 1147, Gebiet von Troyes, in: Pommersches Urkundenbuch, I, 1, Köln u.a. 1970, S. 36-37.

### Studi
in lingua tedesca
- (DE) Helmut Beumann, Heidenmission und Kreuzzugsgedanke in der deutschen Ostpolitik des Mittelalters, 1963.
- Gerd Biegel: Heinrich der Löwe – Kaiserenkel, Kaiserfreund, Kaiserfeind, Braunschweig 1995.
- Wolfgang Brüske: Untersuchungen zur Geschichte des Lutizenbundes. deutsch-wendische Beziehungen des 10. - 12. Jahrhunderts. 1955.
- Margret Bünding: Das Imperium Christianum und die deutschen Ostkriege. 1940.
- Marek Derwich: Sachsen und Polen im 12. Jahrhundert, in: Luckhradt, Jochen; Niehoff, Franz (Hg.): Heinrich der Löwe und seine Zeit – Herrschaft und Repräsentation der Welfen 1125-1235 – Katalog der Ausstellung Braunschweig 1995, Band 2, München 1995, S. 136-143.
- Hans-Otto Gaethke: Herzog Heinrich der Löwe und die Slawen nordöstlich der unteren Elbe. 1999.
- Norman Housley: Contesting the Crusades, Malden, Mass. u.a. 2006.
- Hans-Dietrich Kahl: Slawen und Deutsche in der brandenburgischen Geschichte des zwölften Jahrhunderts. 1964.
- Hans-Dietrich Kahl: Wie kam es 1147 zum „Wendenkreuzzug“? In: Grothusen, Klaus-Detlev/Zernack, Klaus (Hrsg.): Europa Slavica – Europa Orientalis. Festschrift für Herbert Ludat zum 70. Geburtstag, 1980, S. 286-296.
- L. Keller: Der Kreuzzug gegen die Wenden im Jahre 1147. Zeitschrift für Preußische Geschichte und Landeskunde 12, 1875.
- Friedrich Lotter: Die Konzeption des Wendenkreuzzugs: ideengeschichtliche, kirchenrechtliche und historisch-politische Voraussetzungen der Missionierung von Elb- und Ostseeslawen um die Mitte des 12.Jahrhunderts, Sigmaringen (Jan Thorbecke) 1977.
- Friedrich Lotter: Die Vorstellungen von Heidenkrieg und Wendenmission bei Heinrich dem Löwen, in: Mohrmann, Wolf-Dieter: Heinrich der Löwe, Göttingen 1980, S.11-43.
- Jürgen Petersohn: Friedrich Barbarossa, Heinrich der Löwe und die Kirchenorganisation in Transalbingien, in: Fried, Johannes; Oexle, Gerhard Otto (Hg.): Heinrich der Löwe – Herrschaft und Repräsentation, Ostfildern 2003, S. 239-279.
- Manfred Unger: Bernhard von Clairvaux und der Slawenkreuzzug 1147. Zeitschrift für Geschichtswissenschaft 7.1959. S. 80-90.
- Eberhard Schmidt: Die Mark Brandenburg unter den Askaniern (1134-1320). 1973.
- Lutz Partenheimer: Die Entstehung der Mark Brandenburg. Mit einem lateinisch-deutschen Quellenanhang. 1. und 2. Auflage, Köln/Weimar/Wien 2007 (Quellen zum Wendenkreuzzug S. 128-135).